# FIBA Americas
La FIBA Americas è l'organo che governa la pallacanestro nelle Americhe, ed una delle cinque Zone della Federazione Internazionale Pallacanestro (insieme ad Africa, Asia, Europa, e Oceania).
È una associazione internazionale, fondata l'11 ottobre 1975, che riunisce al momento 44 federazioni nazionali di pallacanestro in America.
La sede della FIBA Americas è situata a San Juan, Porto Rico.

## Ruolo
Come organo di governo, è responsabile del controllo e dello sviluppo della pallacanestro in America.
Inoltre, promuove, supervisiona e dirige le competizioni asiatiche a livello di club e di squadre nazionali, e gli arbitri americani internazionali.
Le decisioni più importanti vengono prese dalla Board of FIBA Americas che consiste di 25 persone elette dalle federazioni nazionali. La Board of FIBA Americas si riunisce due volte all'anno, ed è l'organo esecutivo che rappresenta tutte le 44 federazioni che sono membri della FIBA Americas.
Tutte le 44 federazioni si incontrano una volta all'anno alla Assemblea Generale della FIBA Americas.

## Organizzazione Interna
- Presidente : Carol Callan -  Stati Uniti.
- Vice Presidenti : Horacio Muratore -  Argentina, Jim Tooley -  Stati Uniti.
- Segretario Generale : Jenaro Marchand -  Porto Rico.
- Tesoriere : George Killian -  Stati Uniti.

## Paesi Fondatori
- Stati Uniti
- Porto Rico
- Perù
- Canada
- Cile
- Brasile
- Colombia
- Messico
- Cuba
- Rep. Dominicana

- El Salvador
- Uruguay
- Venezuela
- Argentina
- Guatemala
- Bahamas
- Barbados
- Panama
- Isole Vergini Americane

## Squadre nazionali

Zone FIBA America

### Area nord america
- Stati Uniti
- Canada

### Area centroamericana e caraibica

#### Confederazione caraibica
- Antigua e Barbuda
- Aruba
- Bahamas
- Barbados
- Bermuda
- Isole Vergini Britanniche
- Isole Cayman
- Cuba
- Dominica
- Grenada
- Guyana
- Haiti

- Giamaica
- Montserrat
- Porto Rico
- Rep. Dominicana
- Saint Vincent e Grenadine
- Saint Kitts e Nevis
- Saint-Martin
- Saint Lucia
- Suriname
- Trinidad e Tobago
- Turks e Caicos
- Isole Vergini Americane

#### Confederazione centroamericana
- Belize
- Costa Rica
- El Salvador
- Guatemala

- Honduras
- Messico
- Nicaragua
- Panama

### Area sudamericana
- Argentina
- Bolivia
- Brasile
- Cile
- Colombia

- Ecuador
- Paraguay
- Perù
- Uruguay
- Venezuela

## Competizioni per nazionali
- Campionati americani maschili di pallacanestro
- Campionati americani femminili di pallacanestro
- Campionati sudamericani maschili di pallacanestro
- Campionati sudamericani femminili di pallacanestro
- Campionati centramericani maschili di pallacanestro
- Campionati centramericani COCABA maschili di pallacanestro
- Campionati caraibici CBC maschili di pallacanestro

## Competizioni per club
- FIBA Americas League
- Liga Sudamericana